# Vollzugshilfe
Die Vollzugshilfe ist ein Unterfall der Amtshilfe und stellt das Ersuchen einer Behörde an eine andere dar, bestimmte Maßnahmen zu vollziehen. Hierbei kann es sich um Verfügungen, einen Bescheid oder einen Beschluss handeln. Grund hierfür ist das personelle oder funktionale Unvermögen der ersuchenden Behörde.
Der häufigste Fall ist die Anwendung von unmittelbarem Zwang durch körperliche Gewalt; Ausführende sind dann Polizeivollzugsbeamte.
Die Vollzugshilfe bedarf eines Ersuchens und bei einer Freiheitsentziehung einer richterlichen Entscheidung, die von der ersuchenden Behörde zu besorgen ist (z. B. ein Beschluss des Betreuungsgerichtes nach § 324 FamFG); im Übrigen erfolgt ihre Durchführung nach dem Recht und in der Verantwortung der Polizei (bzw. der ersuchten Behörde).
Beispiele:
- Das Ordnungsamt oder die Betreuungsbehörde wendet sich bei einer Zwangseinweisung nach dem Psychisch-Kranken-Gesetz oder aufgrund von § 326 FamFG an die Polizei, um eine gefährliche Person mittels unmittelbarem Zwang unter Überwachung in ein psychiatrisches Krankenhaus zu überstellen.
- Die Justiz bittet die Polizei um Verbringung eines Verhafteten vom Gericht in eine Justizvollzugsanstalt, da ihr Transportmöglichkeiten fehlen.
- Das Jugendamt bietet außerhalb der Dienstzeit die Unterbringung von Jugendlichen in Pflegefamilien an. Den Transport der aufgegriffenen Jugendlichen übernimmt die Polizei.

Das Vollzugsersuchen ist im Regelfall schriftlich zu erteilen; im Eilfall kann es mündlich erfolgen, ist danach aber schriftlich zu bestätigen (siehe z. B. § 48 PolG NRW).